# Bergbulbyl
Bergbulbyl (Ixos mcclellandii) är en asiatisk fågel i familjen bulbyler inom ordningen tättingar.

## Utseende
Bergbulbylen är en stor (21–24 cm) och högljudd bulbyl med lång och slank näbb och stor, tvärt avskuren stjärt. Den är generellt olivgrön ovan och kraftigt kastanjebrun under. På huvudet syns en brun tofs och gråaktig strupe med vit streckning.
De olika underarterna skiljer sig något åt, fördelade i två grupper. Nordliga fåglar är tydligt ockra- eller rostbrun på huvudsidor och bröst, med brunaktig mantel och något längre näbb. Fåglar söderut från östra Myanmar och norra Thailand är gråaktig på huvudsidor och bröst med grönaktig mantel, även om tickelli och loquax har något rostbrunt på sidan av huvudet.

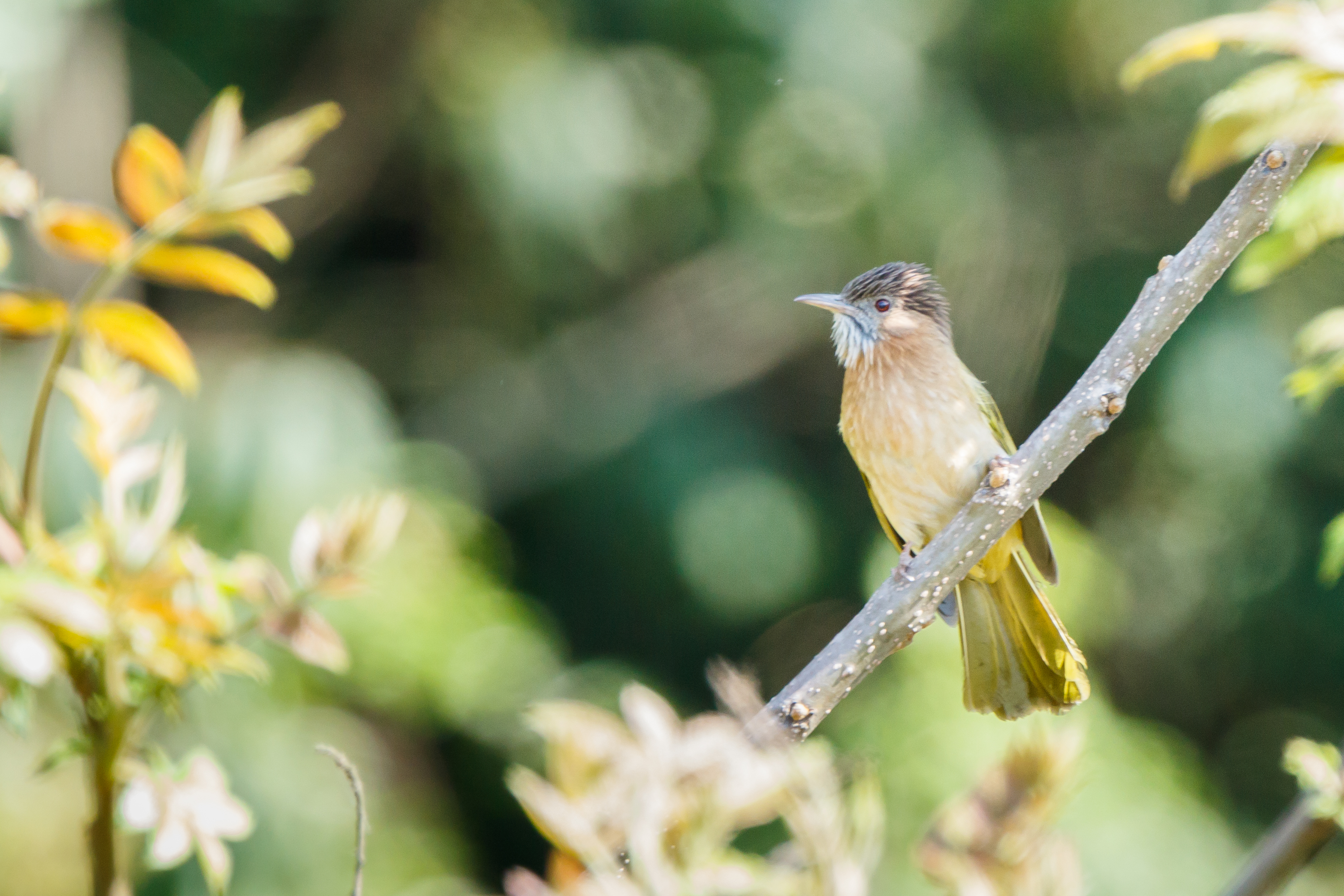

## Utbredning och systematik
Bergbulbyl delas upp i nio underarter med följande utbredning:
- Ixos mcclellandii mcclellandii – östra Himalaya (västra Uttar Pradesh till östra Assam)
- Ixos mcclellandii ventralis – sydvästra Myanmar (Chin Hills och bergsområdet Arakan Yoma)
- Ixos mcclellandii tickelli – östra Myanmar (norra Shanstaterna) till nordvästra Thailand
- Ixos mcclellandii similis – nordöstra Myanmar (Kachin) till sydvästra Kina (Yunnan) och norra Indokina
- Ixos mcclellandii holtii – södra Kina (Sichuan till Fujian och Guangdong)
- Ixos mcclellandii loquax – norra och östra Thailand till södra Laos (Bolavensplatån)
- Ixos mcclellandii griseiventer – södra Vietnam (Langbianplatån)
- Ixos mcclellandii canescens – sydöstra Thailand (regionen Khao Kuap)
- Ixos mcclellandii peracensis – centrala och södra Malackahalvön

## Levnadssätt
Bergbulbylen hittas städsegrön lövskog, även i skogsbryn, tallskog och skog med inslag av ek och rhododendron. Den håller sig oftast uoö i trädtaket där den något trögt rör sig i lösa grupper med upp till fem individer. Födan består av bär, men även insekter. Fågeln häckar mellan maj och augusti i nordöstra Indien, februari–augusti i norra Thailand och mars–september på Malackahalvön. Boet placeras cirka sex till 13 meter ovan mark.

## Status och hot
Arten har ett stort utbredningsområde, men tros minska i antal, dock inte tillräckligt kraftigt för att den ska betraktas som hotad. Internationella naturvårdsunionen IUCN listar arten som livskraftig (LC). Världspopulationen har inte uppskattats men den beskrivs som generellt vanlig i hela utbredningsområdet, dock sällsynt eller möjligen utdöd i Bangladesh.

## Namn
Fågelns vetenskapliga artnamn hedrar John MacClelland (1805-1875), brittisk zoolog och geolog.